# Athamánio
Athamánio, en grec moderne : Αθαμάνιο, est un village et un ancien dème du district régional d'Árta, en Épire, Grèce. En 2010, il est fusionné au sein du dème des Tzoumerka-Centrales.
Selon le recensement de 2011, la population du dème compte 3 786 habitants tandis que celle du village s'élève à 313 habitants.

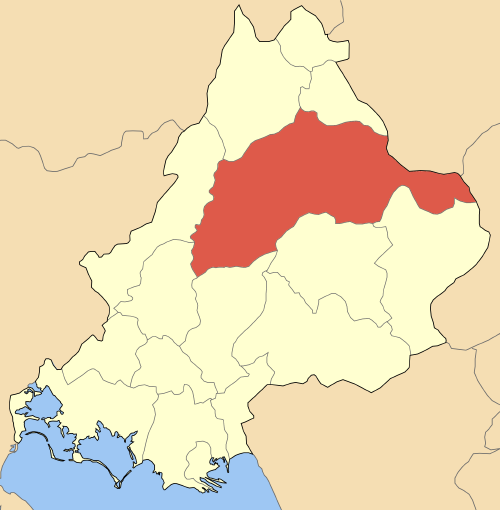
Situation géographique du dème au sein du district régional d'Árta.